# Hattorf am Harz
Hattorf am Harz – gmina w Niemczech, w kraju związkowym Dolna Saksonia, w powiecie Getynga. Do 31 października 2016 należała do powiatu Osterode am Harz. Siedziba gminy zbiorowej Hattorf am Harz.

## Geografia
Gmina Hattorf am Harz położona jest ok. 10 km na południe od miasta Osterode am Harz nad rzeką Oder.